# ASB Classic 2003
L'ASB Classic 2003 è stato un torneo di tennis giocato sul cemento. È stata la 18ª edizione del ASB Classic, che fa parte della categoria Tier IV nell'ambito del WTA Tour 2003. Si è giocato al ASB Tennis Centre di Auckland in Nuova Zelanda, dal 30 dicembre 2002 al 5 gennaio 2003.

## Campionesse

### Singolare
Eléni Daniilídou ha battuto in finale  Cho Yoon-jeong con il punteggio di 6–4, 4–6, 7–6(2)

### Doppio
Teryn Ashley /  Abigail Spears hanno battuto in finale  Cara Black /  Elena Lichovceva con il punteggio di 6–2, 2–6, 6–0